# Ilia Guintsburg
Ilia Guintsburg (en rus:Илья́ Я́ковлевич Ги́нцбург) Grodno, 27 de maig de 1859- Leningrad, 31 de gener de 1939, escultor rus, professor de tallers d'art (1918)

## Biografia
La infància d'Ilia Guintsburg va passar a Vílnius, on va cridar l'atenció de l'escultor Mark Antokolski. A partir de 1870 va estudiar al taller d'Antokolski a Sant Petersburg, el va acompanyar en un viatge a Itàlia. Al seu retorn va ingressar en l'escola de veritat, aleshores (1878) - al departament d'escultura de l'Acadèmia Imperial de les Arts de Sant Petersburg, on va estudiar junt amb A. R. von Bock, Nikolai Laveretski i Ivan Podozerov. El 1886, per la seva obra "Lamentacions del profeta sobre les ruïnes de Jerusalem", va ser guardonat amb una medalla d'or i el títol d'artista de talla d'1 grau. Des de 1918 - professor en cap del taller d'escultura dels Grans Estudis d'art lliure de Petrogrado. El 1921-1923 fou degà de la facultat d'escultura de l'Art Superior i Estudis Tècnics.
Va morir el 31 de gener de 1939 a Leningrad. Enterrat a la necròpoli dels artistes Alexander Nevsky de Sant Petersburg.

## Obres

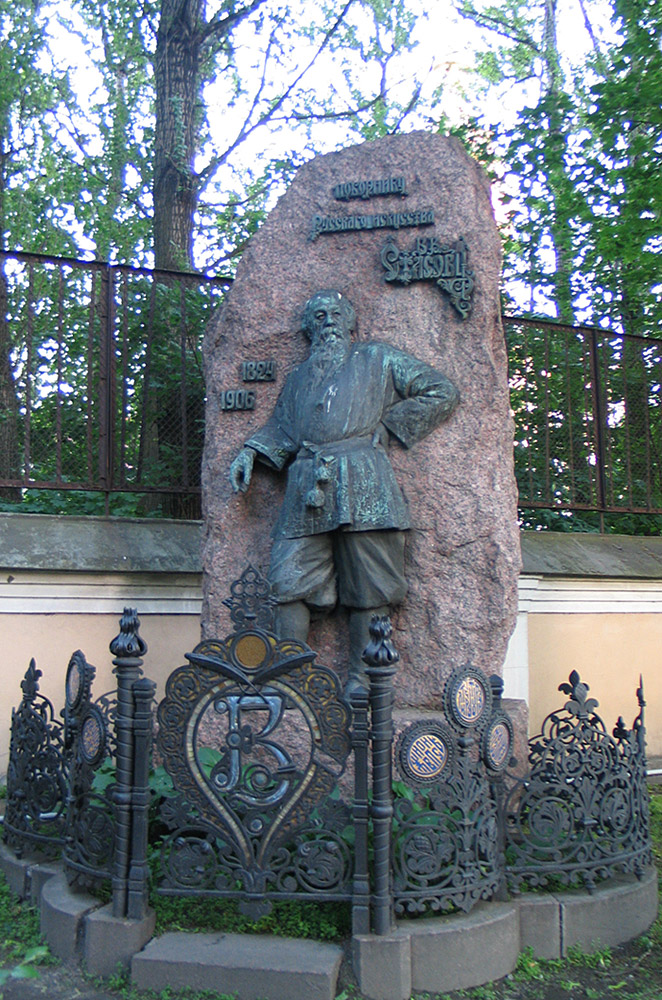
Tomba de Vladimir Stassov

- Va crear un monument a Nikolai Gogol (al poble de Sorochintsy),
- Ivan Aivazovski (a Feodòssia),
- Pushkin a Екатериносла́въ.
- làpides a l'autor Vladimir Stassov al Museu d'Escultura de la Ciutat, Sant Petersburg).

En l'època soviètica, es va veure involucrat en la implementació del pla de propaganda monumental, la creació de monuments a Leningrad de Plejánov (enfront de l'Institut de Tecnologia en col·laboració amb Kharlamov) i Dmitri Mendeléiev.
Guinzburg és conegut com a mestre de petites figures (Ivan Shishkin, Vassili Veresxaguin, Ilià Repin, Vassili Surikov, Lev Tolstoi, Dmitri Mendeléiev, i d'altres).

## Galeria

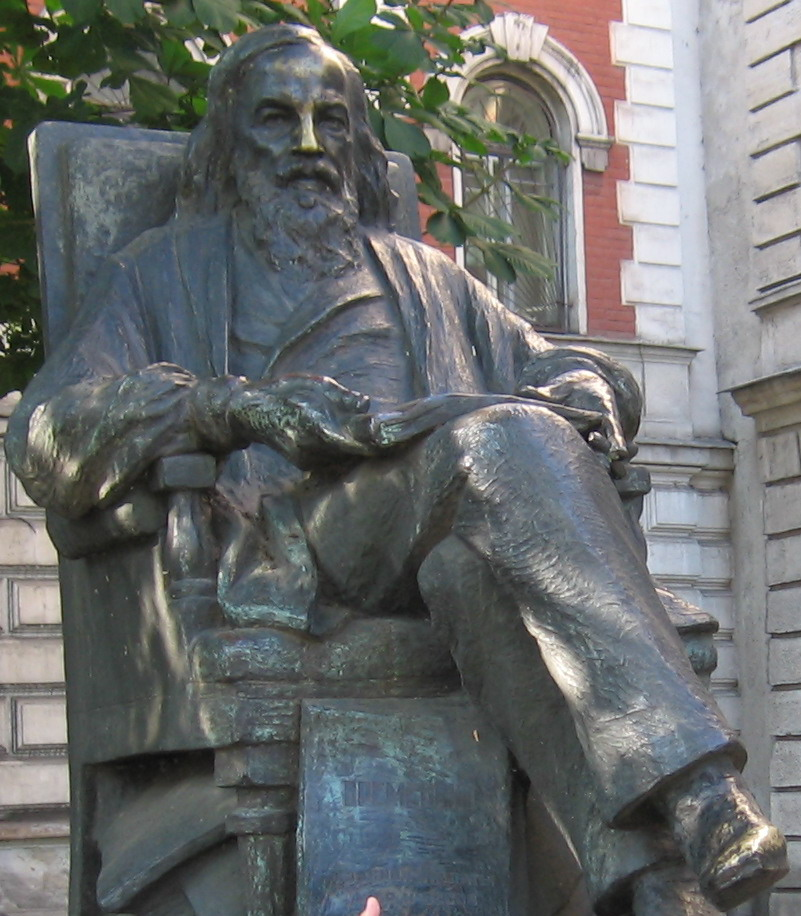
Monument a Dmitri Mendeléiev a Sant Petersburg
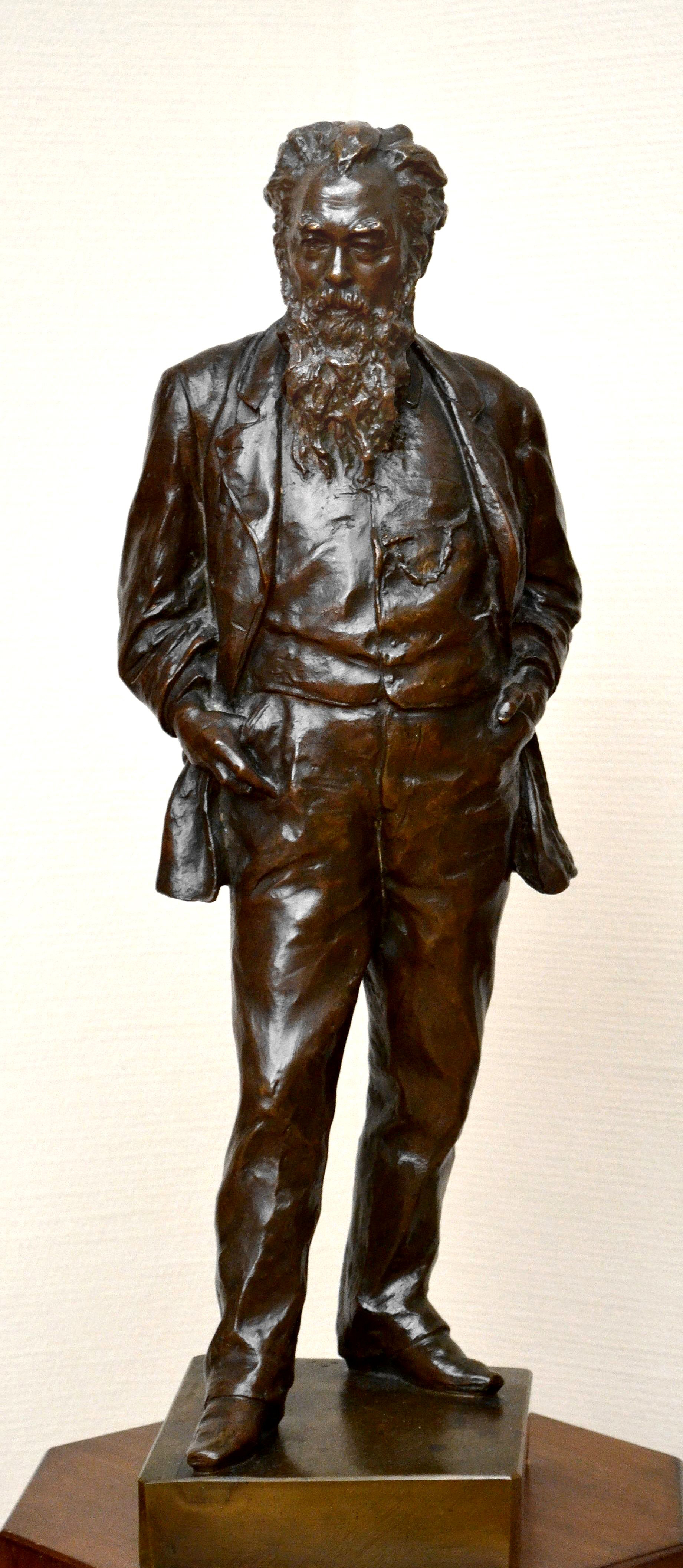
Retrat d'Ivan Shishkin
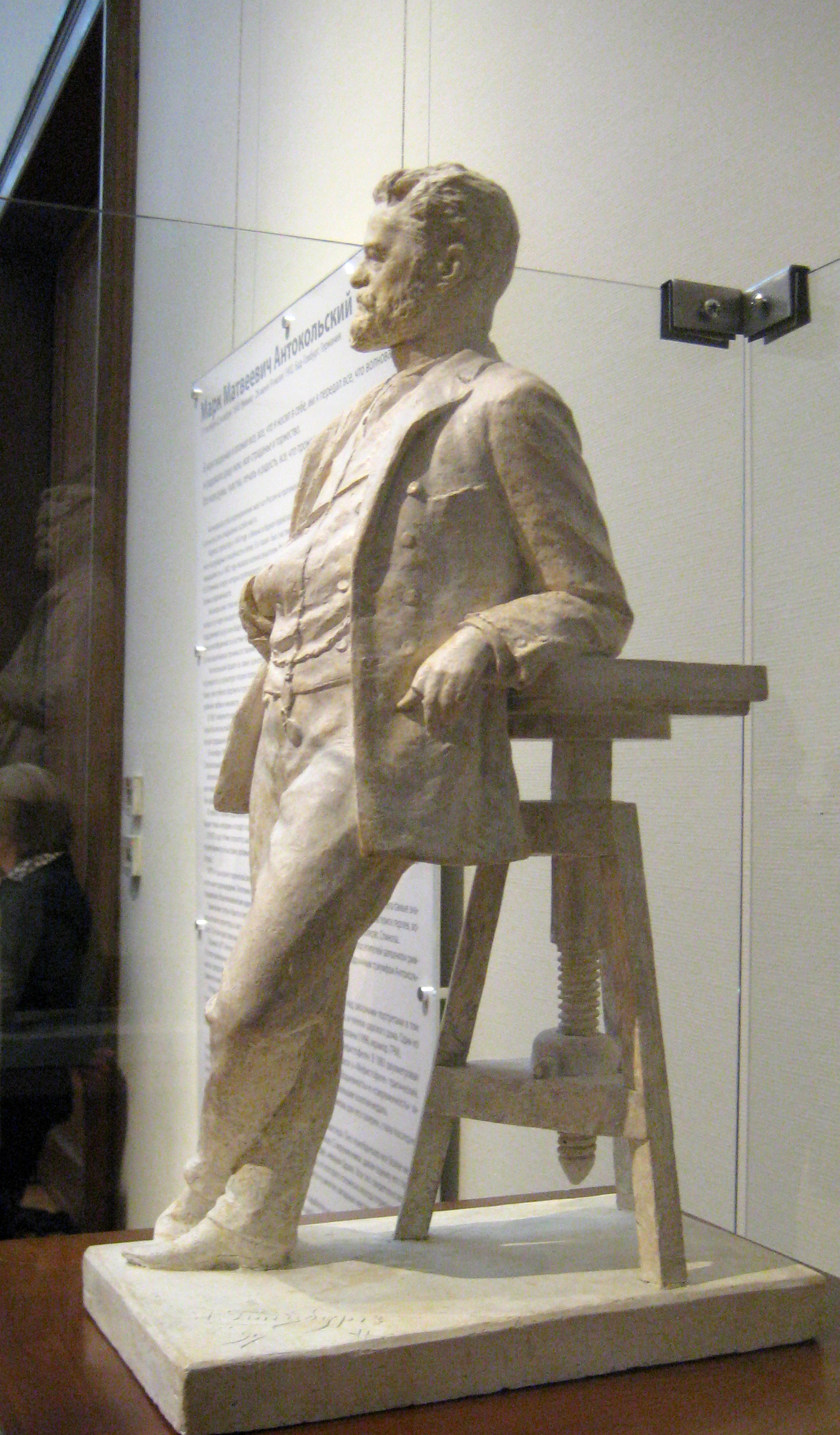
Retrat de Mark Antokolski
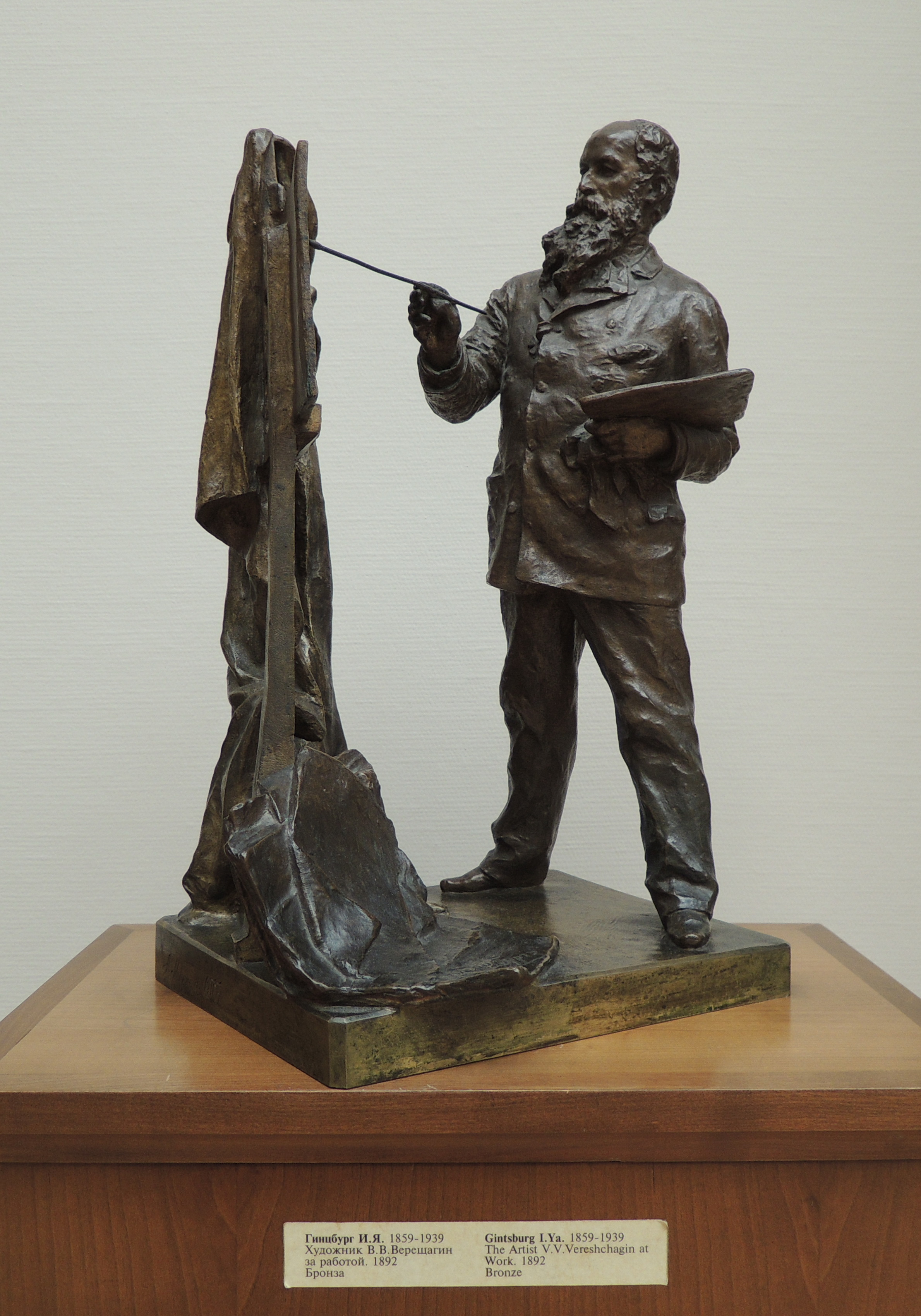
Retrat de Vereschagin
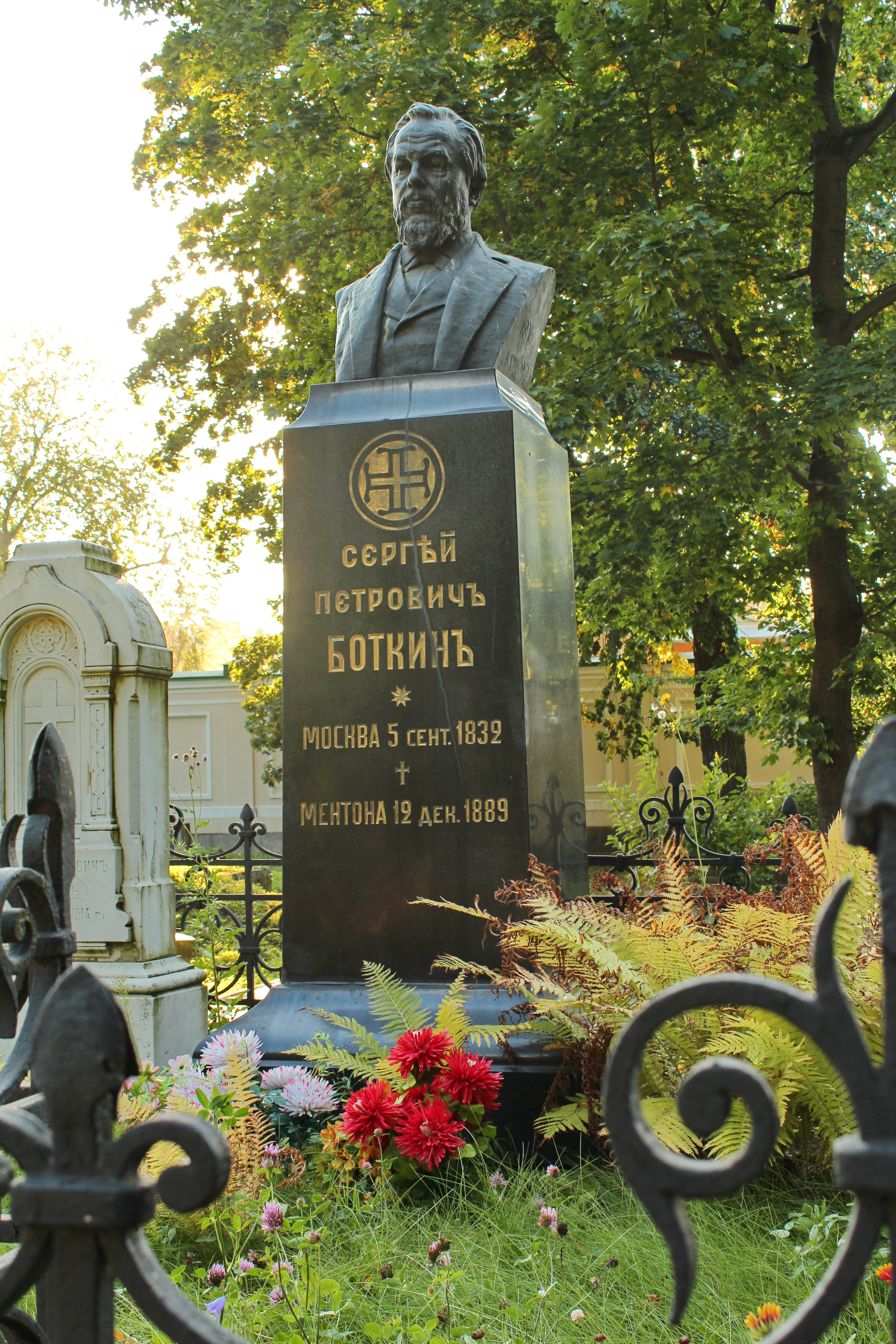
Tomba de Serguei Botkin a Sant Petersburg